# Rubem Alves
Rubem Azevedo Alves (Boa Esperança, 15 settembre 1933 – Campinas, 19 luglio 2014) è stato uno psicoanalista, educatore, teologo, scrittore e pastore presbiteriano brasiliano ed è stato autore di libri religiosi, scolastici, filosofici e per ragazzi.  È considerato tra i principali pedagogisti brasiliani della storia del Brasile, insieme a Paulo Freire, uno dei fondatori della Teologia della liberazione e Intellettuale polivalente nei dibattiti sociali nel Brasile. È stato professore all'Università statale di Campinas (UNICAMP).

## Biografia
Tra il 1953 e il 1957, studia teologia al Seminario Presbiteriano di Campinas, dove ha conosciuto Richard Shaull. Tra il 1958 e il 1963, è stato pastore a Lavras (Minas Gerais). Nel 1964, si laurea nel Master in Teologia alla Union Theological Seminary" a New York.  È stato membro della commissione "Fede e Costituzione", del Consiglio Ecumenico delle Chiese e direttore degli Studi sulla chiesa e la società in America Latina. Viene accusato di condotta sovversiva dalle autorità ecclesiastiche presbiteriane e perseguito dal Regime Militar do Brasil (1964-1985) e per questo abbandona la chiesa presbiteriana e se ne va negli Stati Uniti, dove, nel 1968 consegue un dottorato di ricerca in filosofia, al Seminario Teologico di Princeton. Insegna all'Istituto Presbiteriano Gammon, a Lavras (Minas Gerais), al Seminario Presbiteriano di Campinas, nella Facoltà di filosofia, scienze e lettere di Rio Claro e all'Università statale di Campinas, dove riceve il titolo di Professore Emerito e crea vari gruppi di ricerca. Pubblica moltissimi scritti come cronache, saggi e racconti oltre ad essere lui stesso il tema di tesi e monografie. Molti suoi libri sono stati pubblicati in varie lingue come inglese, francese, italiano, spagnolo, tedesco e romeno. All'inizio del 1980 riceve il titolo di psicoanalista dalla Società Paolista di Psicoanalisi. Inoltre pubblica libri di poesia e letteratura per ragazzi. Ha fatto anche parte dell'Accademia di lettere di Campinas.
Con una formazione eclettica, spazia dalla teologia alla psicoanalisi, sociologia, filosofia e educazione. Non solo è stato insegnante universitario, ha anche avuto un ristorante (La cucina è stata una delle sue passioni, nonché tema di alcuni suoi testi). È vissuto a Campinas dove frequentava un circolo letterario chiamato Canoeiros, che si incontra settimanalmente per la lettura di poesie.
Il suo messaggio è diretto e, talvolta, romantico. Esplora l'essenza dell'uomo e dell'anima dell'essere. È una sorta di punto di vista in contrasto con la visione attuale dell'homo globalizadus che vuole soddisfare i desideri andando molte volte oltre le sue reali necessità. "Insegnare" viene descritto da Alves come un atto di allegria, un dovere che deve essere esercitato con passione e arte. È come la vita di un pagliaccio che sale sul palco tutti i giorni con la stessa missione: quella di divertire. Insegnare è rendere ogni momento unico e speciale. Ridendo dicere severum: Dire cose serie ridendo. Ciò dimostra che questo è il modo più efficace e vero di trasmettere la conoscenza. Bisogna agire non come qualcuno che illude ma come qualcuno che crede e fa credere. In alcuni suoi testi cita passaggi della Bibbia, avvalendosi di metafore. Sul sito portoghese A Casa de Rubem Alves si trovano delle riletture e discussioni di alcune sue opere. Secondo Harvey Cox, Rubem Alves era capace di raggruppare, con coerenza e un approccio ben definito, le opinioni di Frantz Fanon, Karl Marx, Jürgen Moltmann, Mario Savio, Karl Barth, Paul Lehmann, Esdras Costra e Paulo Freire.
Viene citato come cittadino onorario di Campinas e riceve la Medaglia Carlos Gomes per il suo contributo alla cultura.

### Teologia
Autore del libro "Da Esperança" ("Teologia da Esperança Humana"), Rubem Alves è considerato da molti studiosi come una delle più rilevanti personalità nello scenario teologico brasiliano. È fondatore della riflessione sulla teologia liberatrice che in seguito viene chiamata Teologia della liberazione. L'umanesimo per lui era una corrente restauratrice e quindi dagli anni 60 partecipa al movimento latinoamericano di rinnovazione teologica. Secondo la sua visione, la liberazione non sorgerebbe dall'intervento soprannaturale, come un miracolo, di un essere superiore ma dalla guida spirituale che esso fornirebbe agli esseri umani per condurli sul cammino verso la libertà. Si tratta di un nuovo tipo di umanesimo basato sull'idea di libertà che ricrea il mondo degli umani e il proprio essere, un messianismo politico.
La sua posizione liberale gli porta gravi problemi nel relazionarsi con il protestantesimo storico e presbiteriano. Viene messo in discussione da subito per le sue idee e deve abbandonare il pastorato, dopo aver abbandonato le sue credenze ortodosse. Da qui nasce il libro "Protestantismo e Repressão", che vuole fare chiarezza sui labirinti di questa religione. Nell'opera "Dogmatismo e tolerância", analizza gli aspetti innovativi della teologia riformata, mette in discussione il Dogmatismo delle religioni e sostiene che questo fenomeno sia contrario allo spirito originale delle religioni. Afferma che Dio creò gli uccelli mentre le religioni crearono le gabbie, appunto i dogmi.
Nell'opera "Cristianismo: ópio ou libertação?", parla del mondo del proletariato per riferirsi ad una nuova coscienza ecumenica che unisce il popolo del terzo mondo con i neri, gli studenti e altri gruppi dei paesi ricchi; sarebbe una coscienza non circoscritta alle frontiere nazionali, economiche, sociali o razziali. Secondo l'opera, la coscienza proletaria nasce tra le persone che nella loro vita sperimentano la povertà. Ancora, parla della speranza frustrata delle nazioni del Terzo Mondo di diventare nazioni sviluppate e dell'abisso, ogni volta più grande, tra le nazioni ricche e quelle povere. A partire da questa constatazione i poveri capiscono che la povertà e la discriminazione non sono né naturali né decisi da Dio, ma una conseguenza del colonialismo oppressivo. Pertanto, i poveri non sono nati tali ma lo sono diventati. Uno degli obiettivi del colonialismo è ridurre le comunità e i popoli dominati in una situazione di passività che gli impedisce di creare la loro propria storia. Nel passato il colonialismo ha generato una coscienza oppressa che è poi sfociata in passività ma, attualmente, gli esseri umani hanno preso coscienza della loro oppressione e si sono convertiti in soggetti storici, nati dalla libertà, con la capacità di creare la loro propria storia, immaginare un futuro nuovo, criticare il mondo in cui vivono e trasformarlo.
Ha scritto anche un libro in inglese che parlava del futuro dell'umanità, "Filhos do Amanhã" dove parla di come il futuro liberatore dipenda dalle categorie che la scienza occidentale ha disprezzato.
Pubblica anche un libro chiamato "Variações sobre a vida e a morte" dove discute su come costruire una teologia poetica che si interessi del corpo e della vita nella sua dimensione reale.

### Umanesimo Politico
Quello dell'Umanesimo politico è un linguaggio di speranza, ragion per cui Rubem Alves critica l'approccio tecnicista che chiude le porte della speranza e addormenterebbe le coscienze come ha fatto il colonialismo. In più, questo approccio creerebbe esseri umani che trovano la felicità in quello che offre il sistema, il che acquisirebbe un carattere totalitario, circostanza in cui la religione diventerebbe l' "Oppio del popolo". Tuttavia la sua critica alla tecnologia non equivale alla sua negazione. L'umanesimo politico vuole umanizzare la tecnologia per metterla al servizio dell'essere umano per la creazione di un futuro migliore.  L'esistenzialismo e l'umanesimo politico hanno punti in comune quando riconoscono l'individuo come soggetto della storia e rifiutano i poteri che vogliono creare l'essere umano a loro immagine e somiglianza per sottometterlo. D'altro canto, ci sono delle differenze tra l'esistenzialismo e l'umanesimo politico, inoltre l'esistenzialismo afferma che esiste un dualismo tra il soggettivo e l'oggettivo. In conclusione, Rubem Alves è un critico dell'esistenzialismo teologico e sostiene che la libertà dell'essere umano è puramente soggettiva.

### Morte
Rubem Azevedo Alves è morto il 19 luglio 2014, a Campinas, per sindrome da disfunzione multiorgano  a cui è preceduta una polmonite. Il corpo è stato sepolto nel Municipio di Campinas, città dove lo scrittore viveva. Come da richiesta, il corpo è stato cremato a Guarulhos e le ceneri sparse sotto un tabebuia gialla.

## Opere[2][3]

### Teologia
- Da Esperança
- Creio na Ressurreição do corpo
- Variações sobre a vida e a morte
- Poesia, Profecia e Magia
- Pai Nosso
- O Poeta, o Guerreiro e o Profeta

### Filosofia della religione
- O Enigma da Religião
- O que é Religião?
- Religião e Repressão
- Dogmatismo e Tolerância
- O Suspiro dos Oprimidos
- Perguntaram-me se acredito em Deus
- O Deus que eu Conheço

### Meditazione/cronache
- Tempus Fugit
- O Retorno e Terno
- O Quarto do Mistério
- Sobre o tempo e a eterna idade
- As contas de vidro e o fio de nylon
- Desfiz 75 Anos
- Ostra feliz não faz pérola
- Transparências da Eternidade
- Concerto para corpo e alma
- O Sapo que Virou Príncipe
- A Grande Arte de Ser Feliz
- Do universo à jabuticaba
- Pimentas

### Biografia
- Gandhi: A magia dos gestos poéticos

### Filosofia delle scienze e dell'educazione
- Conversas com quem gosta de ensinar
- Histórias de quem gosta de ensinar
- A alegria de ensinar
- Por uma educação romântica
- Entre a ciência e a sapiência
- Filosofia da Ciência
- Fomos maus alunos
- A Pedagogia dos caracóis
- A Escola com que Sempre Sonhei sem Imaginar que Pudesse Existir
- O Livro sem Fim
- Ao professor, com meu carinho.

### Letteratura per ragazzi
- A árvore e a aranha
- A história dos três porquinhos
- A libélula e a tartaruga
- A menina, a gaiola e a bicicleta
- A menina e o pássaro encantado
- A operação de Lili
- A pipa e a flor
- A volta do pássaro encantado
- Como nasceu a alegria
- Estórias de bichos
- O patinho que não aprendeu a voar
- Os morangos
- O Velho que Acordou Menino
- O amor que acende a lua